# Extra terrestrial Biological Entities
「Extra terrestrial Biological Entities」(엑스트라 테레스트리얼 바이올로지컬 엔티티즈)는 EGOIST의 오리지널 앨범이다. 2012년 9월 19일에 Sony Records에서 발매되었다.

## 개요
텔레비전 애니메이션 「길티 크라운」의 극중 아티스트로부터 탄생한 EGOIST의 앨범으로, 1st 싱글 「Departures ~당신에게 보내는 사랑의 노래~」와 2nd 싱글 「The Everlasting Guilty Crown」에 신규로 수록되는 곡이 10곡 수록되어 있다. 판매 형태는 초회 한정반과 통상반의 2종 릴리스로, 전자에는 1st, 2nd 싱글의 PV에 가세해 PC게임 「길티 크라운 로스트 크리스마스」 동고의 OVA 주제가 「Planetes」와 길티 크라운 로스트 크리스마스의 쇼트 무비의 Planetes Ver.이 수록되어 있다.
타이틀의 「Extra terrestrial Biological Entities」는, 자신이 있는 장소와 오우마 슈의 생사가 불명한 위에서 살아 나가는 것부터 내용 자체도 「유즈리하 이노리가 달에 가서 노래하고 있다」구성이 되어 있다.
디스크 자켓에는 1st, 2nd 싱글 같이 redjuice에 의한 유즈리하 이노리의 일러스트가 그려져 있다.

## 수록곡
（전작사, 작곡, 편곡: ryo）
1. 원죄의 등(原罪の灯) [2:12]
2. The Everlasting Guilty Crown [3:45]
텔레비전 애니메이션 「길티 크라운」후기 오프닝 테마
3. Extra terrestrial Biological Entities [5:39]
4. 비, 너를 데리고(雨、キミを連れて) [4:14]
5. Lovely Icecream Princess Sweetie [3:59]
6. 늦음(手遅れ) [3:24]
7. LoveStruck [4:27]
8. Ce que j'aime ～inori no kyuuzitu～ [1:03]
9. 생각을 두른 100가지 사상(想いを巡らす100の事象) [2:53]
10. 이 세계에서 찾은 것(この世界で見つけたもの) [4:49]
11. Planetes [6:03]
PC 게임 「길티 크라운 로스트 크리스마스」 동고 OVA 「길티 크라운」주제가
12. Departures ~당신에게 보내는 사랑의 노래~(Departures 〜あなたにおくるアイの歌〜) [4:15]
텔레비전 애니메이션 「길티 크라운」전기 엔딩 테마

DVD（초회 한정반만）
1. Departures 〜당신에게 보내는 사랑의 노래〜 （Music Clip）
2. The Everlasting Guilty Crown （Music Clip）（TV Edit Ver.）
3. Planetes（Music Clip）
4. 길티 크라운 로스트 크리스마스 Movie （Planetes Ver.）

## 출전
1. ↑  《アニカン》 (MG2). Vol.112: 20–21. 2012년 8월. 다음 글자 무시됨: ‘和書’ (도움말); |제목=이(가) 없거나 비었음 (도움말)